# TFF Lig B 2007/08
Die TFF Lig B 2007/08 war die 37. Spielzeit der dritthöchsten türkischen Spielklasse im professionellen Männer-Fußball. Sie wurde am 19. August 2007 mit dem 1. Spieltag der Qualifikationsrunde begonnen und am 30. Mai 2008 mit dem Playoff-Finale abgeschlossen.

## Austragungsmodus
In der Saison 2007/08 wurde die dritthöchste Spielklasse wie in der Vorsaison in drei Etappen ausgetragen. In der 1. Etappe wurde die Liga in eine Qualifikationsrunde (türkisch Kademe Grupları) in fünf Gruppen mit jeweils zehn Mannschaften mit Hin- und Rückspielen gespielt. Nach dem Ende der 1. Etappe wurden die ersten zwei Mannschaften aus allen Gruppen in eine gemeinsame Gruppe, der Aufstiegsrunde (türkisch Yükselme Grubu), aufgenommen, und spielten hier um den Aufstieg in die Lig A. Die restlichen Teams in den fünf Gruppen der Qualifikationsrunde spielten in unveränderter Gruppenkonstellation nun in einer Abstiegsrunde (türkisch Düşme Grupları) gegen den Abstieg in die TFF 3. Lig. Sowohl die Aufstiegsrunde als auch die Abstiegsrunde stellten dabei die 2. Etappe dar und wurden mit Hin- und Rückspiel gespielt. Die Mannschaften auf den ersten zwei Plätzen der Aufstiegsrunde stiegen direkt in die Lig A auf und die letzten zwei Mannschaften aller Gruppen der Abstiegsrunde stiegen in die TFF 3. Lig ab. Während die Punkte aus der Qualifikationsrunde nicht in die Aufstiegsrunde mitgenommen wurden, wurden sie in die Abstiegsrunde unverändert mitgezählt. Die 3. Etappe wurde wieder in Form einer Play-off-Runde mit acht Mannschaften durchgeführt. Die Mannschaften auf den Plätzen drei bis fünf der Aufstiegsrunde und alle Gruppenersten der Abstiegsgruppen sollten im K.-o.-System den dritten und letzten Aufsteiger ausspielen. Die Playoffs wurden zum Ende der Gruppenphase in einer für alle acht Mannschaften neutralen Stadt ausgetragen.
Zu Saisonbeginn waren zu den von der vorherigen Saison verbleibenden 37 Mannschaften die drei Absteiger aus der 2. Lig Türk Telekomspor, Akçaabat Sebatspor, Uşakspor, die zehn Neulinge Gaziosmanpaşaspor, Bozüyükspor, Afyonkarahisarspor, Bugsaş Spor, Alibeyköy SK, Tepecikspor, Değirmenderespor, Araklıspor, Adanaspor, Diyarbakır BB Diskispor hinzugekommen. Die Neulinge waren aus der TFF 3. Lig aufgestiegen.
Die Saison beendete Adanaspor als Meister und schaffte damit nach vierjähriger Abstinenz wieder die Teilnahme an der zweithöchsten türkischen Spielklasse. Den 2. Tabellenplatz belegten KDÇ Karabükspor und erreichte damit nach acht Jahren wieder die Teilnahme an der Lig A. Die Play-Offs wurden als neutrale Stadt in Konya durchgeführt und unter den Mannschaften Adana Demirspor, Etimesgut Şekerspor, Gaziosmanpaşaspor, Güngören Belediyespor, Alanyaspor, Bugsaş Spor, Çankırı Belediyespor und İskenderun Demir Çelikspor gespielt. Im Play-off-Finale setzte sich Güngören Belediyespor mit 1:0 gegen Adana Demirspor durch und erzielte damit den ersten Aufstieg der Vereinsgeschichte in die zweithöchsten türkischen Spielklasse. Als Absteiger standen zum Saisonende İnegölspor, Fatih Karagümrük SK (Gruppe 1), Izmirspor, Uşakspor (Gruppe 2), Küçükköyspor, Tepecikspor (Gruppe 3), Araklıspor, Erzincanspor (Gruppe 4) und Kahramanmaraşspor, Hatayspor (Gruppe 5) fest.

## Qualifikationsrunde

### Gruppe 1
| Pl. | Verein                | Sp. | S  | U | N  | Tore    | Diff. | Punkte |
| --- | --------------------- | --- | -- | - | -- | ------- | ----- | ------ |
| 1.  | Dardanelspor          | 18  | 10 | 4 | 4  | 027:170 | +10   | 34     |
| 2.  | Gaziosmanpaşaspor (N) | 18  | 10 | 3 | 5  | 026:120 | +14   | 33     |
| 3.  | Güngören Belediyespor | 18  | 9  | 4 | 5  | 024:150 | +9    | 31     |
| 4.  | Eyüpspor              | 18  | 9  | 3 | 6  | 023:130 | +10   | 30     |
| 5.  | Sarıyer SK            | 18  | 6  | 8 | 4  | 024:230 | +1    | 26     |
| 6.  | Bozüyükspor (N)       | 18  | 6  | 4 | 8  | 021:240 | −3    | 22     |
| 7.  | Gebzespor             | 18  | 4  | 8 | 6  | 013:220 | −9    | 20     |
| 8.  | İnegölspor            | 18  | 5  | 5 | 8  | 020:220 | −2    | 20     |
| 9.  | Zeytinburnuspor       | 18  | 4  | 6 | 8  | 012:210 | −9    | 18     |
| 10. | Fatih Karagümrük SK   | 18  | 3  | 3 | 12 | 011:320 | −21   | 12     |

Platzierungskriterien: 1. Punkte – 2. Direkter Vergleich (Punkte, Tordifferenz, geschossene Tore) – 3. Tordifferenz – 4. geschossene Tore

| (N) | Neuaufsteiger aus der TFF 3. Lig 2006/07 |

### Gruppe 2
| Pl. | Verein                        | Sp. | S  | U | N  | Tore    | Diff. | Punkte |
| --- | ----------------------------- | --- | -- | - | -- | ------- | ----- | ------ |
| 1.  | Adana Demirspor               | 18  | 12 | 4 | 2  | 034:130 | +21   | 40     |
| 2.  | Mersin İdman Yurdu            | 18  | 12 | 3 | 3  | 024:110 | +13   | 39     |
| 3.  | Fethiyespor                   | 18  | 10 | 5 | 3  | 032:200 | +12   | 35     |
| 4.  | Alanyaspor                    | 18  | 9  | 0 | 9  | 031:230 | +8    | 27     |
| 5.  | Turgutluspor                  | 18  | 8  | 2 | 8  | 030:300 | ±0    | 26     |
| 6.  | Marmaris Belediye Gençlikspor | 18  | 6  | 6 | 6  | 012:130 | −1    | 24     |
| 7.  | Bucaspor                      | 18  | 7  | 2 | 9  | 022:210 | +1    | 23     |
| 8.  | Afyonkarahisarspor (N)        | 18  | 4  | 5 | 9  | 013:270 | −14   | 17     |
| 9.  | Uşakspor (A)                  | 18  | 3  | 4 | 11 | 019:400 | −21   | 13     |
| 10. | Izmirspor                     | 18  | 0  | 7 | 11 | 011:300 | −19   | 07     |

Platzierungskriterien: 1. Punkte – 2. Direkter Vergleich (Punkte, Tordifferenz, geschossene Tore) – 3. Tordifferenz – 4. geschossene Tore

| (A) | Absteiger aus der 2. Lig 2006/07         |
| (N) | Neuaufsteiger aus der TFF 3. Lig 2006/07 |

### Gruppe 3
| Pl. | Verein               | Sp. | S  | U | N  | Tore    | Diff. | Punkte |
| --- | -------------------- | --- | -- | - | -- | ------- | ----- | ------ |
| 1.  | Etimesgut Şekerspor  | 18  | 12 | 5 | 1  | 033:110 | +22   | 41     |
| 2.  | Pendikspor           | 18  | 13 | 2 | 3  | 027:900 | +18   | 41     |
| 3.  | Türk Telekomspor (A) | 18  | 8  | 5 | 5  | 027:150 | +12   | 29     |
| 4.  | Bugsaşspor (N)       | 18  | 8  | 3 | 7  | 033:230 | +10   | 27     |
| 5.  | MKE Kırıkkalespor    | 18  | 8  | 3 | 7  | 019:260 | −7    | 27     |
| 6.  | Alibeyköy SK (N)     | 18  | 5  | 5 | 8  | 022:290 | −7    | 20     |
| 7.  | Yeni Kırşehirspor    | 18  | 5  | 3 | 10 | 022:340 | −12   | 18     |
| 8.  | Küçükköyspor         | 18  | 5  | 2 | 11 | 016:240 | −8    | 17     |
| 9.  | Maltepespor          | 18  | 3  | 7 | 8  | 019:300 | −11   | 16     |
| 10. | Tepecikspor (N)      | 18  | 3  | 5 | 10 | 017:340 | −17   | 14     |

Platzierungskriterien: 1. Punkte – 2. Direkter Vergleich (Punkte, Tordifferenz, geschossene Tore) – 3. Tordifferenz – 4. geschossene Tore

| (A) | Absteiger aus der 2. Lig 2006/07         |
| (N) | Neuaufsteiger aus der TFF 3. Lig 2006/07 |

### Gruppe 4
| Pl. | Verein                 | Sp. | S  | U | N  | Tore    | Diff. | Punkte |
| --- | ---------------------- | --- | -- | - | -- | ------- | ----- | ------ |
| 1.  | KDÇ Karabükspor        | 18  | 11 | 5 | 2  | 043:150 | +28   | 38     |
| 2.  | Erzurumspor            | 18  | 10 | 2 | 6  | 024:190 | +5    | 32     |
| 3.  | Çankırı Belediyespor   | 18  | 9  | 5 | 4  | 027:250 | +2    | 32     |
| 4.  | Yimpaş Yozgatspor      | 18  | 8  | 3 | 7  | 029:220 | +7    | 27     |
| 5.  | Arsinspor              | 18  | 6  | 4 | 8  | 021:270 | −6    | 22     |
| 6.  | Pazarspor              | 18  | 5  | 6 | 7  | 022:230 | −1    | 21     |
| 7.  | Akçaabat Sebatspor (A) | 18  | 5  | 6 | 7  | 019:260 | −7    | 21     |
| 8.  | Değirmenderespor (N)   | 18  | 4  | 8 | 6  | 030:320 | −2    | 20     |
| 9.  | Araklıspor (N)         | 18  | 5  | 3 | 10 | 017:300 | −13   | 18     |
| 10. | Erzincanspor           | 18  | 4  | 4 | 10 | 018:310 | −13   | 16     |

Platzierungskriterien: 1. Punkte – 2. Direkter Vergleich (Punkte, Tordifferenz, geschossene Tore) – 3. Tordifferenz – 4. geschossene Tore

| (A) | Absteiger aus der 2. Lig 2006/07         |
| (N) | Neuaufsteiger aus der TFF 3. Lig 2006/07 |

### Gruppe 5
| Pl. | Verein                      | Sp. | S  | U  | N | Tore    | Diff. | Punkte |
| --- | --------------------------- | --- | -- | -- | - | ------- | ----- | ------ |
| 1.  | Adanaspor (N)               | 18  | 10 | 4  | 4 | 025:170 | +8    | 34     |
| 2.  | Tarsus İdman Yurdu          | 18  | 8  | 9  | 1 | 029:150 | +14   | 33     |
| 3.  | İskenderun DÇ               | 18  | 8  | 7  | 3 | 018:110 | +7    | 31     |
| 4.  | Gaskispor                   | 18  | 7  | 6  | 5 | 022:200 | +2    | 27     |
| 5.  | Şanlıurfaspor               | 18  | 5  | 10 | 3 | 015:100 | +5    | 25     |
| 6.  | Şanlıurfa Belediyespor      | 18  | 6  | 5  | 7 | 023:230 | ±0    | 23     |
| 7.  | Diyarbakır BB Diskispor (N) | 18  | 4  | 6  | 8 | 016:250 | −9    | 18     |
| 8.  | Kahramanmaraşspor           | 18  | 3  | 6  | 9 | 015:250 | −10   | 15     |
| 9.  | Adıyamanspor                | 18  | 2  | 9  | 7 | 015:240 | −9    | 15     |
| 10. | Hatayspor                   | 18  | 2  | 8  | 8 | 015:230 | −8    | 14     |

Platzierungskriterien: 1. Punkte – 2. Direkter Vergleich (Punkte, Tordifferenz, geschossene Tore) – 3. Tordifferenz – 4. geschossene Tore

| (N) | Neuaufsteiger aus der TFF 3. Lig 2006/07 |

## Aufstiegsrunde
| Pl. | Verein                | Sp. | S  | U | N  | Tore    | Diff. | Punkte |
| --- | --------------------- | --- | -- | - | -- | ------- | ----- | ------ |
| 1.  | Adanaspor (N)         | 18  | 11 | 2 | 5  | 031:210 | +10   | 35     |
| 2.  | KDÇ Karabükspor       | 18  | 10 | 4 | 4  | 028:120 | +16   | 34     |
| 3.  | Adana Demirspor       | 18  | 10 | 3 | 5  | 027:190 | +8    | 33     |
| 4.  | Etimesgut Şekerspor   | 18  | 9  | 3 | 6  | 027:200 | +7    | 30     |
| 5.  | Gaziosmanpaşaspor (N) | 18  | 8  | 3 | 7  | 013:190 | −6    | 27     |
| 6.  | Mersin İdman Yurdu    | 18  | 6  | 5 | 7  | 018:190 | −1    | 23     |
| 7.  | Erzurumspor           | 18  | 6  | 1 | 11 | 015:290 | −14   | 19     |
| 8.  | Tarsus İdman Yurdu    | 18  | 4  | 5 | 9  | 018:230 | −5    | 17     |
| 9.  | Dardanelspor          | 18  | 4  | 5 | 9  | 012:190 | −7    | 17     |
| 10. | Pendikspor            | 18  | 3  | 7 | 8  | 021:290 | −8    | 16     |

Platzierungskriterien: 1. Punkte – 2. Direkter Vergleich (Punkte, Tordifferenz, geschossene Tore) – 3. Tordifferenz – 4. geschossene Tore

| (N) | Neuaufsteiger aus der TFF 3. Lig 2006/07 |

## Abstiegsrunde
Die Ergebnisse aus der Qualifikationsrunde wurden mit eingerechnet.

### Gruppe 1
| Pl. | Verein                | Sp. | S  | U  | N  | Tore    | Diff. | Punkte |
| --- | --------------------- | --- | -- | -- | -- | ------- | ----- | ------ |
| 1.  | Güngören Belediyespor | 32  | 15 | 8  | 9  | 044:270 | +17   | 53     |
| 2.  | Bozüyükspor (N)       | 32  | 14 | 8  | 10 | 039:330 | +6    | 50     |
| 3.  | Eyüpspor              | 32  | 15 | 5  | 12 | 044:350 | +9    | 50     |
| 4.  | Sarıyer SK            | 32  | 12 | 11 | 9  | 047:410 | +6    | 47     |
| 5.  | Zeytinburnuspor       | 32  | 11 | 8  | 13 | 030:350 | −5    | 41     |
| 6.  | Gebzespor             | 32  | 10 | 11 | 11 | 032:430 | −11   | 41     |
| 7.  | İnegölspor            | 32  | 9  | 10 | 13 | 036:410 | −5    | 37     |
| 8.  | Fatih Karagümrük SK   | 32  | 4  | 4  | 24 | 018:590 | −41   | 16     |

Platzierungskriterien: 1. Punkte – 2. Direkter Vergleich (Punkte, Tordifferenz, geschossene Tore) – 3. Tordifferenz – 4. geschossene Tore

| (N) | Neuaufsteiger aus der TFF 3. Lig 2006/07 |

### Gruppe 2
| Pl. | Verein                        | Sp. | S  | U  | N  | Tore    | Diff. | Punkte |
| --- | ----------------------------- | --- | -- | -- | -- | ------- | ----- | ------ |
| 1.  | Alanyaspor                    | 32  | 18 | 3  | 11 | 055:340 | +21   | 57     |
| 2.  | Bucaspor                      | 32  | 14 | 8  | 10 | 042:280 | +14   | 50     |
| 3.  | Marmaris Belediye Gençlikspor | 32  | 13 | 11 | 8  | 033:240 | +9    | 50     |
| 4.  | Turgutluspor                  | 32  | 14 | 8  | 10 | 052:420 | +10   | 50     |
| 5.  | Fethiyespor                   | 32  | 13 | 8  | 11 | 047:460 | +1    | 47     |
| 6.  | Afyonkarahisarspor (N)        | 32  | 10 | 6  | 16 | 034:420 | −8    | 36     |
| 7.  | Izmirspor                     | 32  | 4  | 10 | 18 | 028:500 | −22   | 22     |
| 8.  | Uşakspor (A)                  | 32  | 3  | 5  | 24 | 027:860 | −59   | 14     |

Platzierungskriterien: 1. Punkte – 2. Direkter Vergleich (Punkte, Tordifferenz, geschossene Tore) – 3. Tordifferenz – 4. geschossene Tore

| (A) | Absteiger aus der 2. Lig 2006/07         |
| (N) | Neuaufsteiger aus der TFF 3. Lig 2006/07 |

### Gruppe 3
| Pl. | Verein               | Sp. | S  | U  | N  | Tore    | Diff. | Punkte |
| --- | -------------------- | --- | -- | -- | -- | ------- | ----- | ------ |
| 1.  | Bugsaşspor (N)       | 32  | 14 | 8  | 10 | 050:330 | +17   | 50     |
| 2.  | Türk Telekomspor (A) | 32  | 13 | 8  | 11 | 050:370 | +13   | 47     |
| 3.  | MKE Kırıkkalespor    | 32  | 12 | 6  | 14 | 033:520 | −19   | 42     |
| 4.  | Alibeyköy SK (N)     | 32  | 10 | 12 | 10 | 044:450 | −1    | 42     |
| 5.  | Yeni Kırşehirspor    | 32  | 11 | 7  | 14 | 040:450 | −5    | 40     |
| 6.  | Maltepespor          | 32  | 9  | 11 | 12 | 039:430 | −4    | 38     |
| 7.  | Küçükköyspor         | 32  | 10 | 5  | 17 | 035:470 | −12   | 35     |
| 8.  | Tepecikspor (N)      | 32  | 7  | 6  | 19 | 030:590 | −29   | 27     |

Platzierungskriterien: 1. Punkte – 2. Direkter Vergleich (Punkte, Tordifferenz, geschossene Tore) – 3. Tordifferenz – 4. geschossene Tore

| (A) | Absteiger aus der 2. Lig 2006/07         |
| (N) | Neuaufsteiger aus der TFF 3. Lig 2006/07 |

### Gruppe 4
| Pl. | Verein                 | Sp. | S  | U  | N  | Tore    | Diff. | Punkte |
| --- | ---------------------- | --- | -- | -- | -- | ------- | ----- | ------ |
| 1.  | Çankırı Belediyespor   | 32  | 13 | 9  | 10 | 042:420 | ±0    | 48     |
| 2.  | Akçaabat Sebatspor (A) | 32  | 11 | 10 | 11 | 038:410 | −3    | 43     |
| 3.  | Arsinspor              | 32  | 12 | 7  | 13 | 039:400 | −1    | 43     |
| 4.  | Değirmenderespor (N)   | 32  | 10 | 12 | 10 | 052:520 | ±0    | 42     |
| 5.  | Yimpaş Yozgatspor      | 32  | 11 | 8  | 13 | 047:400 | +7    | 41     |
| 6.  | Pazarspor              | 32  | 10 | 10 | 12 | 040:450 | −5    | 40     |
| 7.  | Araklıspor (N)         | 32  | 11 | 7  | 14 | 030:430 | −13   | 40     |
| 8.  | Erzincanspor           | 32  | 10 | 4  | 18 | 041:590 | −18   | 34     |

Platzierungskriterien: 1. Punkte – 2. Direkter Vergleich (Punkte, Tordifferenz, geschossene Tore) – 3. Tordifferenz – 4. geschossene Tore

| (A) | Absteiger aus der 2. Lig 2006/07         |
| (N) | Neuaufsteiger aus der TFF 3. Lig 2006/07 |

### Gruppe 5
| Pl. | Verein                      | Sp. | S  | U  | N  | Tore    | Diff. | Punkte |
| --- | --------------------------- | --- | -- | -- | -- | ------- | ----- | ------ |
| 1.  | İskenderun DÇ               | 32  | 13 | 14 | 5  | 035:230 | +12   | 53     |
| 2.  | Gaskispor                   | 32  | 12 | 9  | 11 | 041:390 | +2    | 45     |
| 3.  | Şanlıurfaspor               | 32  | 10 | 14 | 8  | 033:300 | +3    | 44     |
| 4.  | Adıyamanspor                | 32  | 9  | 13 | 10 | 031:380 | −7    | 40     |
| 5.  | Diyarbakır BB Diskispor (N) | 32  | 10 | 10 | 12 | 039:380 | +1    | 40     |
| 6.  | Şanlıurfa Belediyespor      | 32  | 10 | 9  | 13 | 039:490 | −10   | 39     |
| 7.  | Kahramanmaraşspor           | 32  | 9  | 12 | 11 | 038:380 | ±0    | 39     |
| 8.  | Hatayspor                   | 32  | 3  | 10 | 19 | 027:500 | −23   | 19     |

Platzierungskriterien: 1. Punkte – 2. Direkter Vergleich (Punkte, Tordifferenz, geschossene Tore) – 3. Tordifferenz – 4. geschossene Tore

| (N) | Neuaufsteiger aus der TFF 3. Lig 2006/07 |

## Play-offs
Viertelfinale
| Datum                     |                     | Ergebnis  |                            | Stadion               |
| ------------------------- | ------------------- | --------- | -------------------------- | --------------------- |
| 24. Mai 2008 um 16:00 Uhr | Adana Demirspor     | 1:0 n. V. | İskenderun Demir Çelikspor | Konya-Atatürk-Stadion |
| 24. Mai 2008 um 19:20 Uhr | Alanyaspor          | 0:3       | Çankırı Belediyespor       | Konya-Atatürk-Stadion |
| 25. Mai 2008 um 17:30 Uhr | Etimesgut Şekerspor | 1:2       | Güngören Belediyespor      | Konya-Atatürk-Stadion |
| 25. Mai 2008 um 20:30 Uhr | Gaziosmanpaşaspor   | 0:1       | Bugsaşspor                 | Konya-Atatürk-Stadion |

Halbfinale
| Datum                     |                       | Ergebnis              |                      | Stadion               |
| ------------------------- | --------------------- | --------------------- | -------------------- | --------------------- |
| 27. Mai 2008 um 17:30 Uhr | Adana Demirspor       | 3:0 n. V.             | Çankırı Belediyespor | Konya-Atatürk-Stadion |
| 28. Mai 2008 um 17:30 Uhr | Güngören Belediyespor | 1:1 n. V. (5:3 i. E.) | Bugsaşspor           | Konya-Atatürk-Stadion |

Finale
| Adana Demirspor                                            | Adana Demirspor | Güngören Belediyespor | Güngören Belediyespor |
| ---------------------------------------------------------- | --- | --- | --------------------- |
| Adana Demirspor                                            | \| Play-off-Finale \| \| 30. Mai 2008 um 17:00 Uhr in Konya (Konya-Atatürk-Stadion) \| \| Ergebnis: 0:1 (0:0) \| \| Schiedsrichter: Bülent Yıldırım \| \| Spielbericht \|                                                                                     | \| Play-off-Finale \| \| 30. Mai 2008 um 17:00 Uhr in Konya (Konya-Atatürk-Stadion) \| \| Ergebnis: 0:1 (0:0) \| \| Schiedsrichter: Bülent Yıldırım \| \| Spielbericht \|                                                                                | Güngören Belediyespor |
| Adana Demirspor                                            | İlker Avcıbay – Ibrahim Sürer, Alpago Cumhur Akbay, Bora Rıza Kalyon – Erhan Namlı, Ömer Faruk Kartal (89. Ferit Alper Salgın), Yiğit İncedemir, Kenan Aslanoğlu – Serkan Turhan, Özgür Nasuh (60. Emrah Bedir), Ramazan Altıntepe Cheftrainer: İbrahim Çolak | Harun Tekin – İzzet Yıldırım, Mustafa Ün, Seçkin Bektaş – Güray Gündoğdu, Turan Kuş, Turgut Gönültaş (46. Hakan Arslan), Adem Gezici (68. Özgür Ergün) – Hamza Akaydın, Ersin Şahin, İlkay Margılıçlı (90. Ersal Akaydın) Cheftrainer: Turhan Özyazanlar | Güngören Belediyespor |
| Adana Demirspor                                            | 0:1 Hakan Arslan (89.) | | Güngören Belediyespor |
| Adana Demirspor                                            | Alpago Cumhur Akbay (45.), Emrah Bedir (90.) | Ersin Şahin (11.), Ersal Akaydın (89.), Seçkin Bektaş (90.) | Güngören Belediyespor |
| Adana Demirspor                                            | Güngören Belediyespor ist durch diesen Sieg in die TFF 1. Lig aufgestiegen. | | Güngören Belediyespor |
| Play-off-Finale                                            | | |                       |
| 30. Mai 2008 um 17:00 Uhr in Konya (Konya-Atatürk-Stadion) | | |                       |
| Ergebnis: 0:1 (0:0)                                        | | |                       |
| Schiedsrichter: Bülent Yıldırım                            | | |                       |
| Spielbericht                                               | | |                       |